# Belle Époque

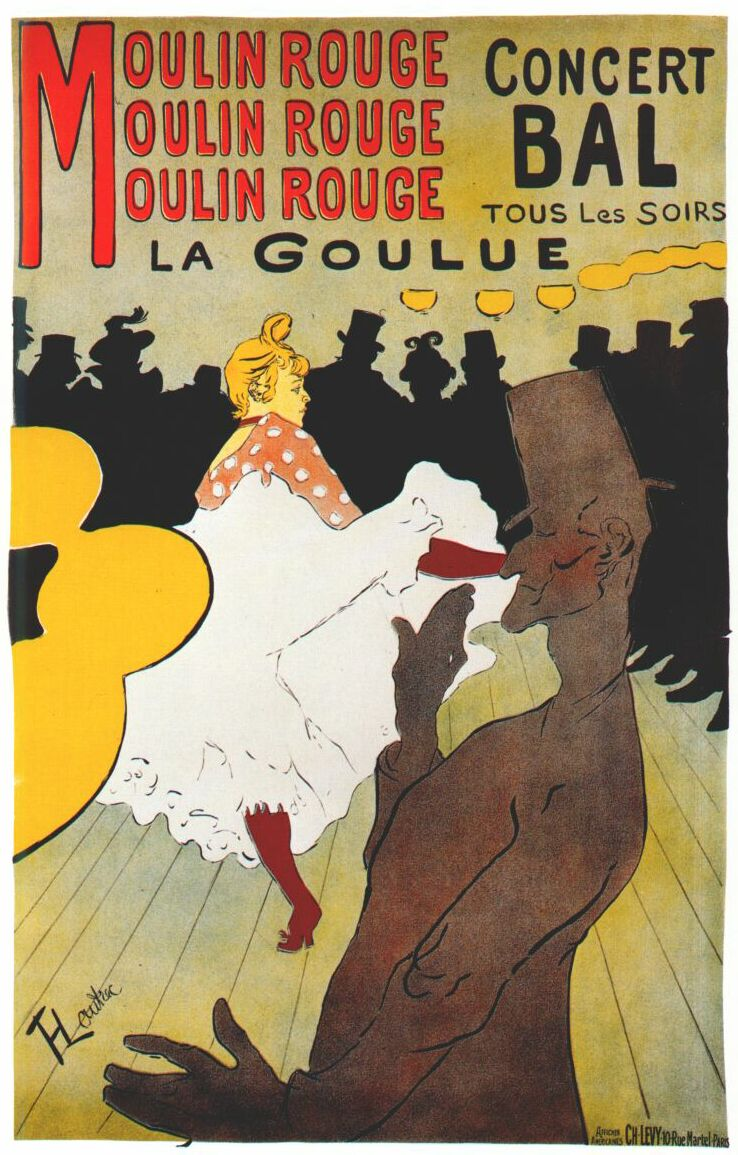
Moulin Rouge - La Goulue; manifesto di Henri de Toulouse-Lautrec del 1891.

Con Belle Époque si indica il periodo storico, socio-culturale, musicale e artistico che ha interessato la Francia tra la seconda metà del XIX secolo e l'inizio della prima guerra mondiale nel 1914. I limiti cronologici della "Belle Époque", così come la definizione del termine, sono ancora dibattuti dagli storici. Pur facendo riferimento all'esperienza francese, questo periodo vide manifestazioni parallele con tratti molto simili non solo in altri paesi dell'Europa occidentale, ma anche in ambiti extra-europei, come gli Stati Uniti (la cosiddetta Gilded Age, "età dorata") e il Messico (il "Porfiriato", dal nome del dittatore Porfirio Díaz, che governava la nazione all'epoca); in Italia coincise, di fatto, prima con l'età umbertina (1878-1900) e poi con l'età giolittiana (1903-1914), mentre in Gran Bretagna con l'ultima parte dell'età vittoriana e l'età edoardiana. 
Dopo la grande depressione del 1873-1896, la Francia, come altri paesi industrializzati, entrò in un periodo di sostenuta crescita economica nel contesto della seconda rivoluzione industriale, guidata da settori innovativi come l’elettricità e l’industria automobilistica. L'espressione "Belle Époque", diffusasi nel corso del XX secolo, testimonia una percezione un po' distorta di un passato recente e abbellito retrospettivamente, ma che si basa tuttavia anche su alcuni fatti oggettivi, come la stabilità politica durante la Terza Repubblica, una rapida crescita economica trainata da industrie d’avanguardia e orientata alla modernità, il miglioramento del tenore di vita medio della popolazione, con un calo della povertà, e lo sviluppo di attività ricreative e sportive, nonché l'affermarsi di un orgoglio nazionale rafforzato dalle nuove conquiste coloniali.
La modernizzazione della Francia nei primi anni del XX secolo non poté tuttavia cancellare un certo numero di difficoltà persistenti: il Paese aveva da tempo perso il suo rango di seconda potenza economica mondiale a vantaggio della Germania e degli Stati Uniti mentre la relativa debolezza demografica provocava un progressivo invecchiamento della sua popolazione. Nonostante il miglioramento del tenore di vita, la società accusava ancora disuguaglianza e gerarchizzazione. Con "Belle Époque", ci si riferisce soprattutto al modo di vivere di una borghesia trionfante, che si distingueva dalle altre classi per la raffinatezza della sua vita oziosa, contemporaneamente alla miseria dei lavoratori delle città e delle campagne. La popolazione, che si urbanizzava progressivamente, rimaneva prevalentemente rurale, mentre il mondo del lavoro si stava organizzando attorno ai sindacati per avanzare nuove rivendicazioni e migliorare le proprie condizioni lavorative. Le disuguaglianze tra uomini e donne, ancora molto marcate, mostravano i primi segnali di emancipazione, soprattutto grazie all'accesso all'istruzione primaria dopo l'entrata in vigore delle leggi scolastiche.
Riunite di fronte all'ascesa del nazionalismo nel contesto dell'affare Dreyfus, le forze politiche di sinistra formarono una maggioranza allargata attorno ai radicali che condusse durante i primi anni del XX secolo ad una stabilità di governo senza precedenti. Negli stessi anni lo Stato riuscì ad emanciparsi definitivamente dalla Chiesa grazie ad un movimento di accelerata secolarizzazione della società, culminato con l'approvazione nel dicembre 1905 della legge di separazione tra Stato e Chiese del 1905. La stampa visse in quel periodo il suo periodo d’oro e gli intellettuali svolsero un ruolo crescente nell'analisi di questioni politiche e sociali.
La Belle Époque fu un periodo di grande sconvolgimento culturale, scientifico e tecnologico; Parigi, la “Ville Lumière”, in pieno cambiamento, si distinse tanto per la sua influenza artistica e culturale quanto per la sua modernità, celebrata durante l'Esposizione Universale del 1900. Nella capitale francese si affermò l'uso dell'elettricità, si svilupparono nuovi mezzi di trasporto come la metropolitana e l'automobile ed apparvero nuove forme di intrattenimento come il cinema, la cui prima rappresentazione pubblica ebbe luogo nel 1895. La Belle Époque vide anche lo sviluppo delle attività sportive, la cui pratica, inizialmente riservata all'élite, in questo periodo si democratizzò, con la nascita degli spettacoli sportivi, del moltiplicarsi delle associazioni sportive e delle sponsorizzazioni.

## Origine del termine
L'espressione "Belle Époque" è un termine coniato a posteriori per sottolineare il contrasto tra un periodo fiorente e gli orrori della prima guerra mondiale. Diversi storici, tra cui Jean Garrigues e Philippe Lacombrade, affermano che l'appellativo "Belle Époque" sia emerso subito dopo la fine della prima guerra mondiale per indicare "la nostalgia di un mondo perduto" . Secondo Dominique Lejeune, questa espressione "sembra essere spontaneamente comparsa nella popolazione nel 1919-1920, in contrasto con la nuova realtà già percepibile: alto costo della vita, una società più instabile, e difficoltà politiche". Da allora, l'espressione si diffuse rapidamente tra la popolazione che la utilizzava per riferirsi a un periodo calmo, stabile e felice, durante il quale si aveva consapevolezza che i cambiamenti e le scoperte erano contrassegnati dalla lentezza e dalla saggezza ancestrale. In quel periodo le invenzioni e i progressi della tecnica e della scienza furono senza paragoni con le epoche passate. I benefici di queste scoperte portarono a standard di vita notevoli e a miglioramenti sociali: l'illuminazione elettrica, la radio, l'automobile, il cinema, la pastorizzazione alimentare e altre comodità contribuirono a un miglioramento delle condizioni di vita e al diffondersi di un senso di ottimismo.

## Rilevanza storica
(Winston Churchill, La crisi mondiale, 1921)
("Scettici o visionari?", La Stampa, 1° giugno 1895, prima pagina)
Collocata storicamente dopo la guerra franco-prussiana e la grande depressione del 1873-1895 e prima della prima guerra mondiale, la Belle Époque fu un periodo di pace e relativa prosperità. Le continue scoperte e le innovazioni tecnologiche lasciavano sperare che in poco tempo si sarebbe trovata una soluzione a tutti i problemi dell'umanità. Debellata la maggior parte delle epidemie e ridotta notevolmente la mortalità infantile, alla crescita demografica fece riscontro anche un impressionante aumento della produzione industriale e del commercio mondiale, che tra il 1896 e il 1913 raddoppiarono. La sterlina britannica era il solidissimo riferimento economico.
Nel 1913 l'estensione della rete ferroviaria mondiale aveva raggiunto il milione di chilometri e le automobili, pur essendo ancora un bene di lusso, cominciavano a percorrere le strade delle città americane ed europee. Il trasporto marittimo fu caratterizzato dalla corsa alla costruzione di transatlantici con dimensioni, velocità e servizi a bordo sempre maggiori, in un periodo in cui erano molto consistenti i flussi migratori dall'Europa verso gli Stati Uniti; non a caso l'affondamento del Titanic, il bastimento più grande, tecnologico e lussuoso mai costruito all'epoca, colato a picco nella notte tra il 14 ed il 15 aprile 1912, durante il suo primo viaggio, a causa dello schianto contro un iceberg, fu poi considerato il simbolo del sogno infranto della Belle Époque.
Durante questo periodo nacquero nuove forme di intrattenimento, come il cabaret, il can-can e il cinema, mentre nuove invenzioni resero la vita più facile a tutti i ceti e livelli sociali, la scena culturale prosperava e l'arte prendeva nuove forme con l'impressionismo, il preraffaelitismo, il simbolismo e l'Art Nouveau.
L'alta borghesia celebrava i risultati raggiunti in pochi decenni di egemonia con esposizioni universali, in cui si esibivano le ultime meraviglie della tecnica, con conferenze di esploratori, missionari e ufficiali che raccontavano le grandezze e le miserie di mondi lontani, il cui contrasto con l'Occidente inorgogliva sia i politici che la popolazione e confermava la loro certezza di appartenere a un mondo superiore, che nulla mai avrebbe potuto incrinare. Le guerre, se c'erano, erano lontane: in Cina, in Africa, sulle pendici dell'Himalaya. In quest'ambito si inserisce il movimento della razza ariana (specie dopo la pubblicazione de I fondamenti del diciannovesimo secolo nel 1899), teso a celebrare il mito dell'origine dalla valle indiana dei popoli europei e della loro superiorità, che portò a un uso massiccio della svastica (antico simbolo porta-fortuna della cultura indo-orientale) in ogni ambito decorativo e commerciale.

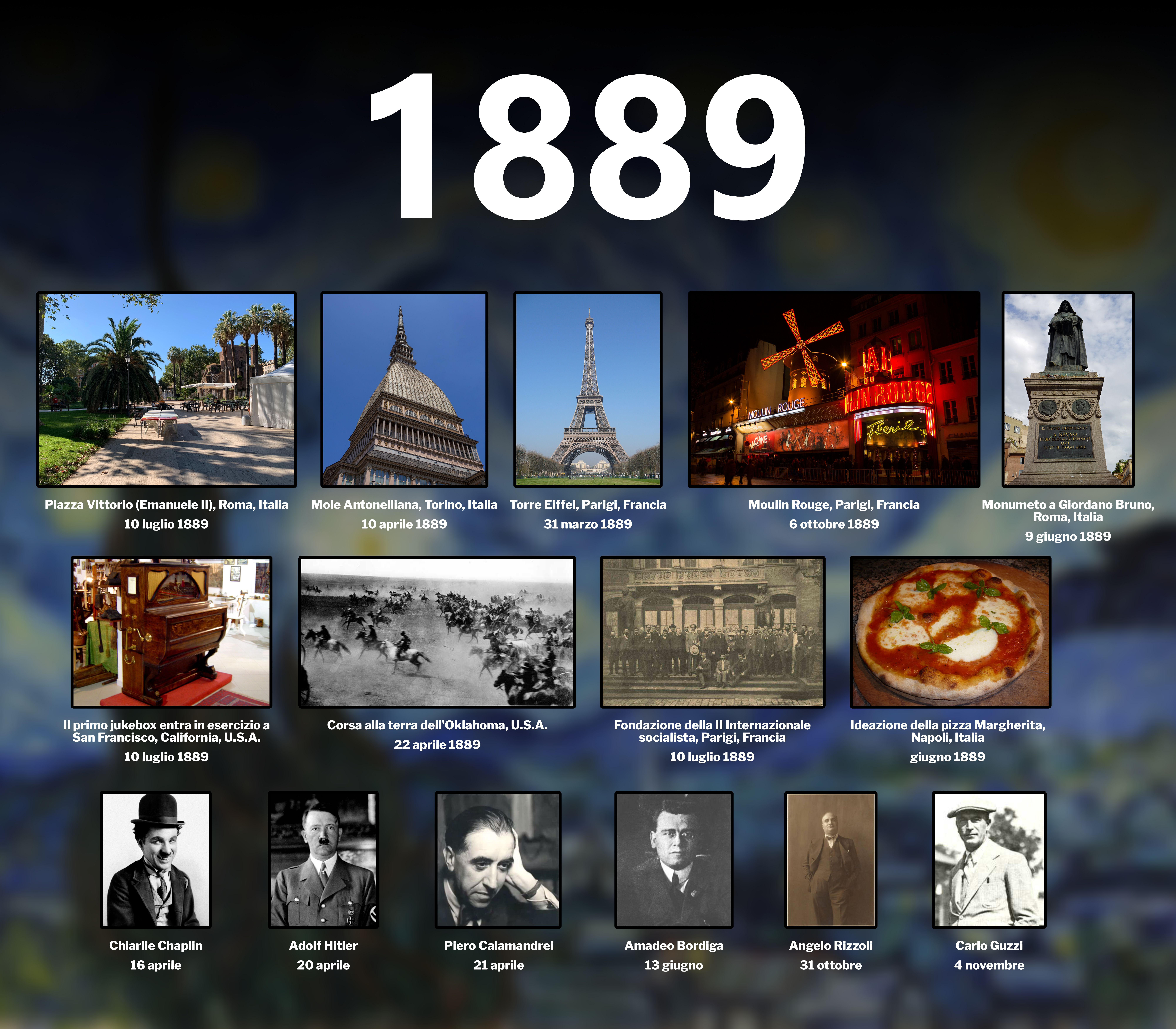
L'anno 1889, in cui ricorreva il centenario della (prima) rivoluzione francese, fu un anno importante sotto molti punti di vista. L'euforia del progressismo portò a compiere molte imprese importanti in vari settori.

Un anno cruciale è il 1889, centesimo anniversario della prima rivoluzione francese: quell'anno si decise di tenere l'esposizione universale proprio a Parigi. Tanto fu l'euforia e l'eccitazione per quell'anniversario così sentito che nella primavera di quell'anno si inaugurarono: la Torre Eiffel (simbolo dell'esposizione stessa), il Moulin Rouge e la Seconda Internazionale a Parigi, la Mole Antonelliana, la statua a Giordano Bruno, Piazza Vittorio a Roma, la pizza Margherita, Mastro-don Gesualdo di Verga e Il Piacere di D'Annunzio in Italia, mentre van Gogh dipinse la sua celebre Notte stellata.
Quando iniziò il nuovo secolo, la città di Parigi, vero e proprio "cuore pulsante" della Belle Époque, volle celebrarlo con una nuova incredibile mostra nella quale furono esposte le innovazioni più recenti: l'esposizione universale (o Exposition Universelle). Nel 1900 persone da tutto il mondo sbarcarono in Francia per assistere alla gigantesca fiera. La gente ne visitava ogni parte e ne ammirava tutti gli aspetti, dalle scale mobili (dette "tapis roulant") ai tram elettrici alle cento varietà di tè importate dall'India.
Affrontare la vita con questo spirito significava caratterizzarla in modo spensierato e positivo. Gli abitanti delle città avevano scoperto il piacere di passeggiare, anche e soprattutto dopo cena grazie all'illuminazione pubblica, di recarsi a chiacchierare nei caffè e assistere a spettacoli teatrali. Le città erano piene di luci e colori: manifesti pubblicitari, vetrine con merci di ogni tipo, eleganti magazzini.
Questa mentalità e questo modo di affrontare la vita aveva condizionato anche i settori produttivi. In tutta Europa si erano sviluppati una serie di movimenti culturali giunti a teorizzare che da qualsiasi attività umana potesse derivare un'espressione artistica. Ogni oggetto e ogni luogo poteva essere il punto di partenza per un'elegante decorazione, un motivo floreale, una linea curva e arabesca.
L'Europa non veniva colpita da conflitti su larga scala dal 1871, cioè da quando la Germania, uscita vincente dalla guerra contro la Francia, aveva inaugurato un processo di industrializzazione e sviluppo garantito dalla nuova politica di equilibrio. Era opinione diffusa, quindi, che la guerra non avrebbe più potuto devastare il Vecchio Continente (anche per via di alcune nuove invenzioni, soprattutto la dinamite e i suoi derivati, visti come una vera e propria "arma di deterrenza"); nel 1894 ebbe luogo anche il primo congresso sui giochi olimpici, che stabilì che le Olimpiadi si sarebbero svolte ogni 4 anni, consuetudine applicata ancora oggi.
Fu così che il periodo che va dal 1871 al 1914 fu caratterizzato da euforia e frivolezza e denominato "Belle Époque". In tale periodo fece inoltre la sua comparsa un importante movimento femminista, quello delle suffragette, donne che, guidate da Emmeline Pankhurst, rivendicarono il diritto di voto per le cittadine di sesso femminile.

## Periodo ricco di cultura, intrattenimento e invenzioni

### Apogeo della cultura scritta

#### Ascesa della stampa

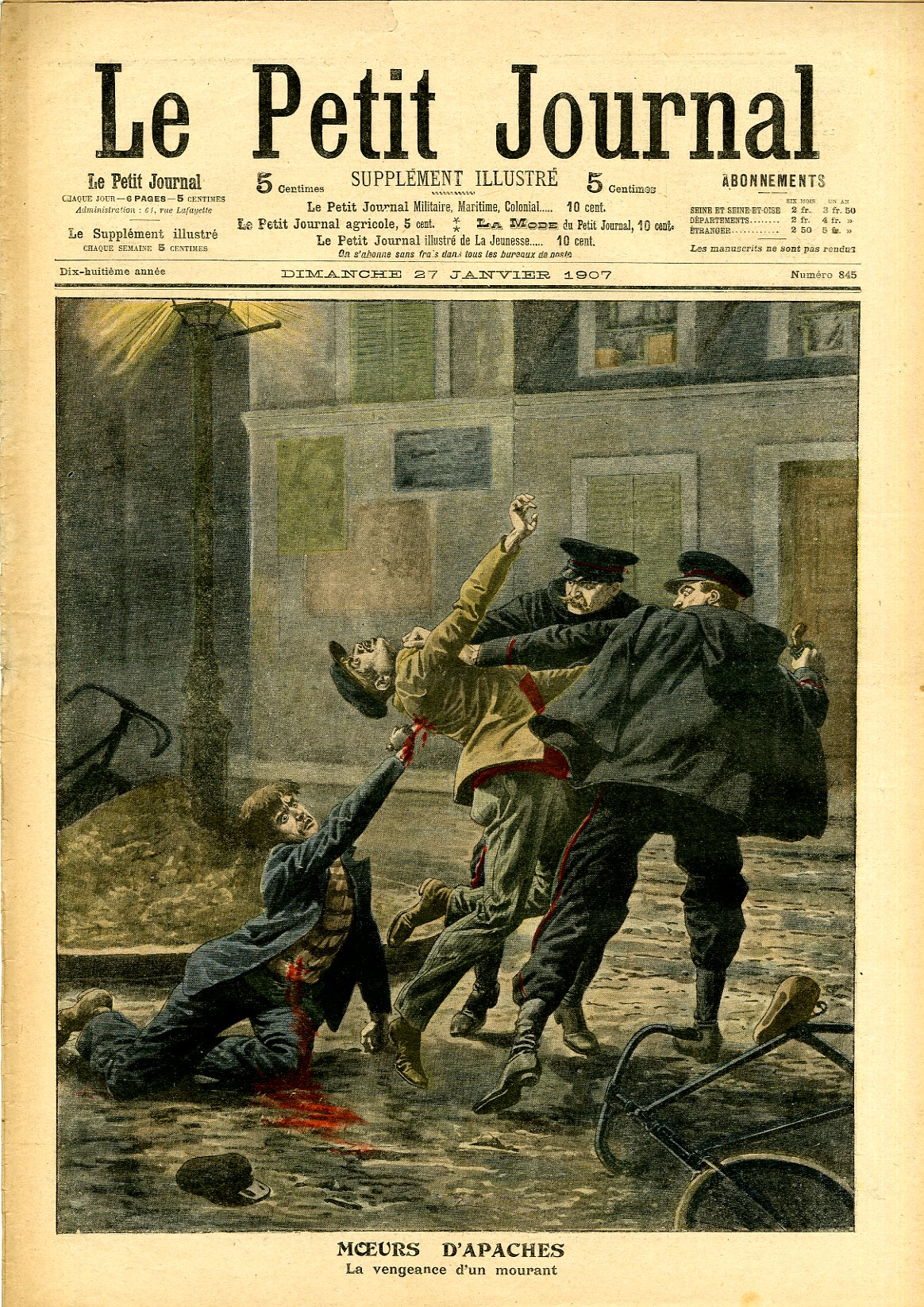
Prima pagina del Le Petit Journal del 27 gennaio 1907

La Belle Époque rappresentò una vera e propria epoca d'oro per la stampa soprattutto grazie ad una crescente alfabetizzazione della popolazione che portò ad una forte domanda. Da un lato, lo sviluppo della stampa fu incoraggiato dalla legge del 29 luglio 1881 che ne stabilì la libertà. D'altro canto, una serie di innovazioni tecniche permisero notevoli miglioramenti nella produzione, come ad esempio l'affermazione della linotype, una macchina tipografica a piombo sviluppatasi in Europa intorno al 1890, il miglioramento della macchina rotativa o la graduale sostituzione dei motori a vapore con quelli elettrici. Man mano che i giornali si ampliavano diventano più attraenti grazie a nuovi processi di illustrazione come la fotografia o la rotocalcografia la quale consentiva la stampa a colori. Allo stesso tempo, l'estensione della rete ferroviaria permise di rompere l'isolamento di alcune regioni consentendo nel contempo la distribuzione delle principali testate giornalistiche su tutto il territorio nazionale.
Prima del 1914 la stampa francese distribuiva ogni giorno quasi 12 milioni di giornali. Le Petit Parisien, le cui vendite aumentarono da 770000 copie nel 1899 a quasi 1,5 milioni nel 1913, divenne in questo periodo il principale quotidiano nazionale. Diretto da Jean Dupuy, esso disponeva di una propria macchina da stampa come la maggior parte delle testate più importanti, ma anche di una propria cartiera che gli consentiva di controllare l'intero processo produttivo. Alla fine fine del XIX secolo, le vendite di Le Petit Journal diminuirono, soprattutto a causa delle sue posizioni contro Alfred Dreyfus. Nonostante il suo indebolimento, prima dello scoppio della prima guerra mondiale vantava ancora una tiratura di 900000 copie collocandosi con Le Petit Parisien, Le Journal e Le Matin, come uno dei quattro principali quotidiani nazionali di questo periodo. Accanto a questi titoli popolari si collocava anche una stampa d’élite, L'Écho de Paris, la cui diffusione raggiunse le 135000 copie nel 1912 ed era una testata popolare tra i lettori cattolici e conservatori, mentre Le Temps, un giornale repubblicano moderato con influenza protestante, era ampiamente distribuito tra le élite di centrosinistra.

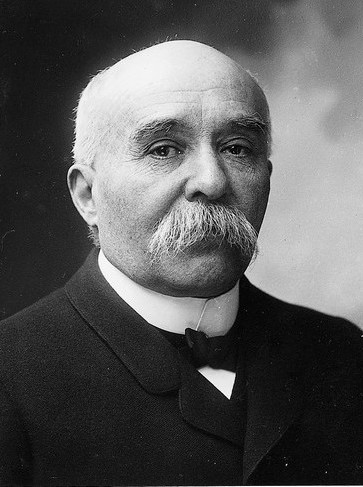
Il politico francese Georges Clemenceau in un'immagine scattata nel 1904 dal pioniere della fotografia Nadar

La Belle Époque segnò anche l'ascesa della stampa militante e impegnata, a volte affidata a un polemista come L'Intransigeant di Henri Rochefort o La Libre Parole di Édouard Drumont, il cui tono era decisamente antisemita. Nel campo realista, Le Gaulois, la cui tiratura oscillava tra le 20000 e le 30000 copie, è considerato il giornale della nobiltà e dell'alta borghesia, mentre L'Action française, fondato nel 1908, mostrava apertamente la sua opposizione a favore della Terza Repubblica e della democrazia. Se l'adesione di una parte dei cattolici alla Repubblica portò ad una riorganizzazione della stampa cattolica francese, La Croix rimase il quotidiano principale con una diffusione quotidiana che raggiunse le 170000 copie tra il 1900 e il 1952. Sulla scia di La Justice di Georges Clemenceau, la cui diffusione restò relativamente modesta, la stampa di sinistra vide la nascita di numerosi titoli di punta come L'Aurore, creata da Ernest Vaughan e famosa per aver pubblicato l'articolo J'accuse...! di Émile Zola nel gennaio 1898, o L'Humanité fondato nel 1904 da Jean Jaurès all'età di 52 anni. Nel 1897, sotto la guida di Marguerite Durand, nacque il primo quotidiano femminista, La Fronde.
Il neologismo "intellettuale" apparve nel contesto del caso Dreyfus. Georges Clemenceau fu il primo ad usare questo termine nelle colonne de L'Aurore nel gennaio 1898 per designare gli uomini di lettere e di scienze che si impegnarono a difendere il capitano degradato. Il contenuto politico non fu l'unica caratteristica dei giornali dell'epoca e, come ricorda Pierre Albert, "sono state le questioni non politiche a fungere da forza trainante per il giornalismo del XX  secolo".
Anche la stampa per ragazzi visse il suo primo periodo d'oro: accanto ai riferimenti classici come il Magasin d'Éducation et de Récréation e Le Petit Français Illustré, presenti fin dalla seconda metà dell'Ottocento, comparvero nuovi titoli, tra cui Les Belles Images e L'Épatant riscossero un certo successo, grazie alle numerose illustrazioni offerte ai lettori.

### Progresso, scoperte scientifiche e nuove tecnologie
Tra gli avvenimenti tecnico-scientifici più importanti dell'epoca, come la diffusione della pastorizzazione per gli alimenti (che prese il nome dal suo inventore, il francese Louis Pasteur), l'apertura dei trafori ferroviari del Frejus, del San Gottardo e del Sempione e l'introduzione delle prime automobili, si ricordano inoltre le seguenti scoperte e invenzioni:
- la dinamite - Alfred Nobel, 1867
- la prima lampadina elettrica - Thomas Edison, 1879
- la prima turbina a vapore - Charles Algernon Parsons, 1884
- il vaccino contro la rabbia - Louis Pasteur, 1885
- il primo grattacielo (l'Home Insurance Building di Chicago), 1885
- il cinema, avente come precursori:
  - il kinetoscopio - Thomas Edison, 1888
  - il cinematografo - Léon Bouly, 1892, comprato e perfezionato nel 1895 dai fratelli Auguste e Louis Lumière
- il primo marciapiede mobile, 1890-93
- la prima competizione automobilistica in assoluto: la Parigi-Rouen del 1894
- il primo fumetto "di massa" (The Yellow Kid), 1895[10]
- la prima radio - Guglielmo Marconi, 1895 (insieme ad altri in altre nazioni, sempre 1895; Marconi renderà nota la sua scoperta nel 1897)
- i raggi X - Wilhelm Röntgen, 1895
- il primo aeroplano - Wilbur e Orville Wright, 1903
- l'autocromia, la prima tipologia di fotografia a colori, brevettata nel 1903 e commercializzata dal 1907
- la catena di montaggio - Frederick Taylor, 1911, ed Henry Ford, 1913.

## La nascita del tempo libero
Tra gli ultimi decenni del XIX secolo e i primi del XX, nelle fasce più agiate della popolazione, non assillate costantemente dai doveri lavorativi, nacque il concetto di tempo libero. In questi anni prese vita il costume di andare in vacanza per benessere: nacquero così le prime località turistiche in senso moderno, spesso termali o balneari, come la Costa Azzurra, il Lido di Venezia, Sanremo, Viareggio e Recoaro Terme. L'abbronzarsi diventò una vera e propria moda per le donne. Anche lo sport ebbe la sua importanza: il 6 aprile 1896, ad Atene, si svolsero le prime Olimpiadi moderne. Fu in questo periodo che nacquero anche le competizioni sportive, due su tutte il Tour de France (1903) e il Giro d'Italia (1909), ancora oggi tra le più importanti gare di ciclismo al mondo. Le persone iniziarono anche a trascorrere tempo facendo sport e frequentando i cinema.

## Una società di consumatori
Il progresso aveva un prezzo: il benessere di alcuni si basava sulle fatiche e sul disagio di molti altri, in particolare del proletariato operaio e contadino. In realtà anche il proletariato, soprattutto quello operaio, durante la Belle Époque cominciò a godere di qualche vantaggio, non solo grazie alle proprie durissime lotte, ma grazie anche alla logica stessa dell'economia di mercato, in base alla quale se si vuole guadagnare di più bisogna produrre e vendere di più. Per aumentare le vendite era necessario che fasce sempre più estese della popolazione avessero denaro a sufficienza per comprare i beni di consumo. Gli imprenditori, quindi, man mano che la produzione cresceva, accettarono di concedere aumenti salariali e periodi di vacanza retribuiti ai propri dipendenti, facendo salire il reddito pro capite nei paesi sviluppati.
Dopo aver creato nuovi mercati nelle colonie, costringendole ad acquistare dall'Occidente i prodotti lavorati, i Paesi sviluppati misero in moto una crescita esponenziale dei loro mercati interni, ponendo le basi per una vera e propria società di consumatori. Per realizzare compiutamente questo allargamento del mercato si provvide rapidamente alla crescita della distribuzione; beni di consumo come abiti, calzature, mobili e utensili domestici, che prima erano prodotti artigianalmente e venduti da piccoli commercianti al dettaglio, cominciarono a essere realizzati su larga scala in maniera sempre più efficiente e ad essere offerti da una rete commerciale sempre più ampia. Si moltiplicarono i grandi magazzini, furono incrementate la vendita a domicilio e la vendita per corrispondenza e furono trovate nuove forme per il pagamento rateale, che indebitava ma nel contempo rendeva accessibili anche ai meno abbienti una quantità prima impensabile di prodotti costosi. In appoggio a questa massiccia strategia di vendita nacque la pubblicità, che cominciò a riempire i muri delle città e le pagine dei giornali.